# Mestres da Guitarrada
Os Mestres da Guitarrada projeto musical criado em 2003, formado por três músicos brasileiros guitarristas, Joaquim de Lima Vieira (Mestre Vieira), Curica e Aldo Sena. Considerados os “mestres da música amazônica”, com influências musicais caribenhas e amazônicas. Eles são conhecidos por sua habilidade e virtuosismo na guitarra, além de suas composições e arranjos originais.
A guitarrada ou lambada instrumental é um gênero musical instrumental brasileiro de origem paraense, que surgiu na década de 1970, com o disco “Lambadas das Quebradas” (1978) de Mestre Vieira. É um estilo concebido a partir da fusão de estilos como carimbó, merengue e choro, onde a guitarra tem uma forte presença, fazendo o papel principal e o solo.
Ainda que Mestre Vieira, o criador da guitarrada, já tivesse uma carreira de mais de 30 anos atuando  principalmente nas regiões norte e nordeste do país, tendo lançado até 2003, 13 LP e 2 CD, foi com o projeto "Mestres da Guitarrada" que o estilo guitarrada se consolidou nacionalmente como uma linguagem de sotaque nortista brasileiro/amazônida para a guitarra elétrica.
Em 2011, a guitarrada foi eleita Patrimônio Cultural Paraense, devido a importância do ritmo para a cultura do estado.

## História
Projeto idealizado pelo guitarrista paraense Pio Lobato em 2003, pesquisador musical e integrante do grupo Cravo Carbono. Entre os artistas considerados "Mestres da Guitarrada", podemos citar nomes como Mestre Vieira, Aldo Sena e Curica. Esses músicos têm uma longa trajetória na música amazônica e são referências importantes no cenário da guitarrada .
Mas o título de “mestre” não é advindo de intelectualidade, por eles frequentarem academias de música; o título é um reconhecimento popular.
A história do trio se confunde com a própria história da música no Pará. Mestre Curica é um dos expoentes do carimbó paraense e fundador do Grupo Uirapuru, junto com Mestre Verequete; Mestre Vieira é o criador da guitarrada homônima, segundo ele uma mistura de guitarra com corda de violão, amplificador de pilha e uma espécie de caixinha, de onde ele começou a tirar sons com influências caribenhas em meados de 1970; já Mestre Aldo Sena criou a sua interpretação da guitarrada misturando influências do grupo Os Incríveis e do rock.
Uma inovação desse disco dentro do universo da guitarrada foi a presença de mestre Curica, antigo banjista de Verequete (o primeiro artista a gravar um LP de carimbó em 1971). Até então o banjo, instrumento que na música do norte do Brasil é essencialmente rítmico e marcante no carimbó, não havia sido usado em discos de guitarrada. E Curica estava afastado da música há mais de uma década, até a gravação do disco "Mestres da Guitarrada". Através de um trabalho de pesquisa no universo do carimbó, Bruno Rabelo, integrante do Cravo Carbono, "descobriu" o interesse de Curica também pela guitarrada (que toca e compõe no estilo em sua guitarra baiana), e o apresentou a Pio Lobato. Curica era amigo pessoal de Aldo Sena. Percebendo essa afinidade, Lobato, no momento da formulação do projeto, teve então a ideia de unir o banjista junto dos outros dois músicos ícones da guitarrada no emblemático disco.
Os textos explicativos (não creditados) do encarte do CD  "Mestres da Guitarrada", contando a trajetória dos músicos participantes, são de autoria dos membros grupo do Cravo Carbono: Lázaro Magalhães, Pio Lobato e Bruno Rabelo.
Eles são festejados como gênios da música popular por figuras como o antropólogo e pesquisador musical Hermano Vianna e o DJ Dolores (reconhecido internacionalmente como um dos representantes da música eletrônica nacional).
Após turnês pelo brasil e por diversos países do exterior, em 2007 o grupo se separa.
Em 2011, a guitarrada foi eleita Patrimônio Cultural do Estado do Pará, pela Lei de n° 7.499, reconhecendo devido a importância do ritmo para a cultura do estado.